# Sphecozone bicolor
Sphecozone bicolor là một loài nhện trong họ Linyphiidae.
Loài này thuộc chi Sphecozone. Sphecozone bicolor được Hercule Nicolet miêu tả năm 1849.